# Banyuls-dels-Aspres
Banyuls-dels-Aspres (in catalano Banyuls dels Aspres) è un comune francese di 1 200 abitanti situato nel dipartimento dei Pirenei Orientali nella regione dell'Occitania.

## Società

### Evoluzione demografica
Abitanti censiti